# Allindemagle
Allindemagle er en tidligere landsby i Ringsted Kommune på Sjælland. Byen ligger i Allindemagle Sogn, Ringsted Herred, tidligere Sorø Amt (nu Region Sjælland).
Navnet kendes helt tilbage til middelalderen som Alendæ (9. februar 1317) og Alendæmaglæ (6. oktober 1396). Forleddet er træsorten el. Efterleddet er -und. i betydningen "forsynet med eller lignende det og det". Sammen med Allindelille hører det til de tidlige stednavne med efterstillet adjektiv.
Allindelille bestod i 1682 af 18 gårde. Det samlede dyrkede areal udgjorde 512,5 tønder land skyldsat til 100,67 tønder hartkorn. Dyrkningsformen var trevangsbrug.
I Allindemagle ligger Allindemagle Kirke.